# فؤاد شكر
فؤاد شكر (1380- 1446 هـ / 1961- 2024 م) أو المعروف بالحاج مُحسن أو محسن شكر، هو أحدُ القادة العسكريين في حزب الله اللبناني. يُعَدُّ أحد المسؤولين عن تخطيط وتنفيذ الهجوم على مقرِّ مشاة البحرية الأمريكية، والتفجيرات التي استهدفت قواعد القوات المتعددة الجنسيات في بيروت، عام 1983، التي أسفرت عن مقتل 241 جنديًّا أميركيًّا. وهو من المستشارين العسكريين المقرَّبين للأمين العام لحزب الله حسن نصر الله.

## ولادته ونشأته
ولد فؤاد بن علي شكر في 10 ذي القَعْدة 1380هـ الموافق 25 أبريل 1961م، في قرية النبي شيث في منطقة بعلبك في لبنان، التي كانت مسقط رأس المؤسس المشارك لحزب الله عباس الموسوي أيضًا، وقد تلقَّى تعليمه العسكري في جامعة الإمام الحسين في طِهران.

## نشاطه العسكري
كان شكر ناشطًا في حزب الله منذ 30 عامًا، وشارك في تخطيط وتنفيذ الهجوم على مقرِّ مشاة البحرية الأمريكية، والتفجيرات التي استهدفت قواعد القوات المتعددة الجنسيات في بيروت، في 23 أكتوبر (تشرين الأول) 1983، التي أسفرت عن مقتل 241 جنديًّا أميركيًّا. ونتيجة لذلك، أصبح قريبًا من عماد مغنية.
وفي 10 أكتوبر 2017، وُضع على قائمة المطلوبين عندما عرض برنامج المكافآت من أجل العدالة التابع لجهاز الأمن الدبلوماسي (DSS) في وِزارة الخارجية الأمريكية مكافآت تصل إلى 5 ملايين دولار مقابل معلومات مهمَّة عنه، إلى جانب مكافأة قدرها 7 ملايين دولار لزميله العضو طلال حمية. وفي 29 أغسطس (آب) 2019 كشف الجيش الإسرائيلي عن معلومات تتصل بمشروع دقَّة الصواريخ ومشاركته قائدًا للمشروع.
يُعَدُّ شكر من المستشارين العسكريين المقرَّبين للأمين العام لحزب الله حسن نصر الله. وتشمل مسؤولياته التخطيط والتنسيق للعمليات العسكرية والتدريب عليها. وهو عضو في الهيئة العليا للتنظيم، مجلس الجهاد. وقائدُ مشروع دقة الصواريخ التابع لحزب الله. وبحسب بعض التقارير فقد حلَّ فؤاد شكر في عام 2016 محلَّ مصطفى بدر الدين، القائد العسكري لحزب الله، بعد وفاته. ويدَّعي الجيش الإسرائيلي أن شكر كان ضالعًا في اختطاف جثامين الجنود الإسرائيليين الثلاثة في عملية حزب الله على الحدود الإسرائيلية في 7 أكتوبر 2000، الذين أفرج حزب الله عن جثثهم ضمن صفقة تبادل في 29 يناير 2004 كان عقلَها المدبِّر القياديُّ في حزب الله قيس عبيد.

## اغتياله
في يوم الثلاثاء 24 من المحرَّم 1446هـ الموافق 30 يوليو 2024م، استُهدِفَ فؤاد شكر في غارة جوية إسرائيلية في حارة حريك بضاحية بيروت الجنوبية. وأفادت التقارير الأولية أنهُ نجا من الهجوم، إلا أن مصادر أمنية لبنانية أعلنت العثور عليه تحت الأنقاض في اليوم التالي مؤكدة وفاته. وأسفر الهجوم أيضًا عن مقتل 4 مدنيين وإصابة 80 آخرين.
وفي مقابلة له مع قناة المنار اللبنانية، قال جواد نصر الله، ابن السيد حسن نصر الله، إنّه منذ اغتيال فؤاد شكر فكان والده يشعر بالاكتئاب والحزن حتى أيامه الأخيرة. كما قال إنّ كل من رآه في تلك الأيام شعر أن هذه هي أيامه الأخيرة.

### الإنتقام
في يوم 25 أغسطس من عام 2024، أطلق حزب الله ما اسماها "عملية يوم الأربعين" إنتقاما لمقتل فؤاد شكر. حيث أطلق أكثر من 320 صاروخ كاتيوشا فضلا عن طائرات مسيرة انقضاضية على مواقع عسكرية إسرائيلية شملت قاعدة غليلوت التي تضم مقر الوحدة 8200 قرب تل أبيب ومطار عين شيمر.